# Lernéi Hüdra

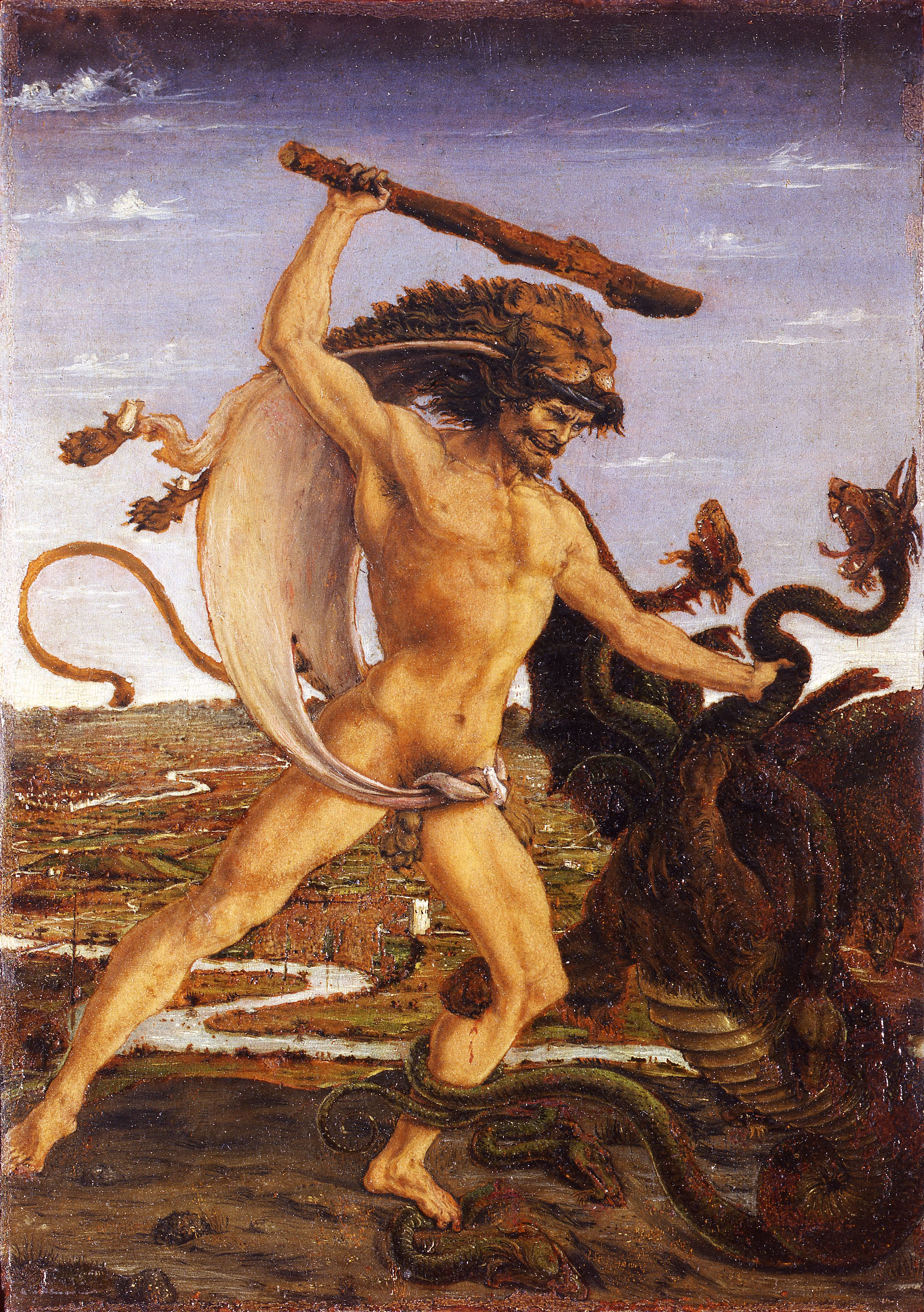
Héraklész legyőzi a lernéi Hüdrát Antonio Pollaiuolo festményén

A lernéi Hüdra (Λερναία Ὕδρα) a görög mitológiában egy ősi, kígyóra emlékeztető vízi szörnyeteg, számtalan fejjel – írásokban több fej jelenik meg, mint amennyit az amforafestők ábrázolni tudtak – és mérgező lehelettel. Hüdrával Héraklész végzett tizenkét próbája másodikaként. Búvóhelye Lerné mocsarában volt Argoliszban, s a víz alatt egy átjáró vezetett az alvilágba, amit Hüdra őrzött.
A szörnyeteg Tüphón és Ekhidna gyermeke, a nemeai oroszlán, Khimaira, Szphinx és Kerberosz testvére. Héra annak reményében ajánlotta Héraklész második próbájának Hüdra legyőzését, hogy a fenevad végez vele.

## Héraklész második próbája: a lernéi Hüdra megölése

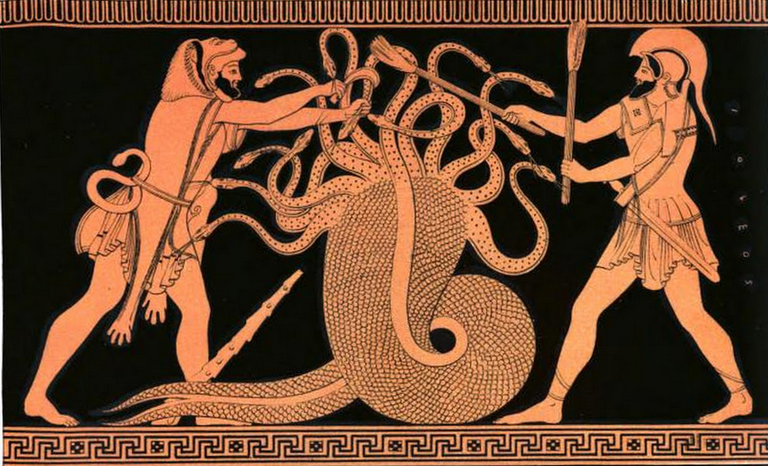
Héraklész sarlóval, a Hüdra, Iolaosz fáklyákkal (antik vázakép)

Elérve a lernéi tó mocsarait, ahol Hüdra lakozik, Héraklész eltakarta száját és orrát egy ruhadarabbal, hogy a mérgező füsttől védje magát, és tüzes nyilakat lőtt a szörny Amümóné-forrás melletti barlangja felé, hogy előcsalogassa. Szemtől szembe került vele, korai amforák ábrázolása szerint egy sarlóval, más források szerint buzogányával akarta levágni ellenfele kilenc fejét. Hüdra azonban minden levágott feje helyére két újat növesztett, ami az összes hőst a kilátástalanság szélére sodorta volna, de nem Héraklészt.
Ráeszmélve, hogy e módon nem tudja legyőzni ellenfelét, Héraklész segítségül hívta fegyverhordozóját, egyben unokaöccsét, Iolaoszt, aki Athéné sugallatára azzal az ötlettel állt elő, hogy égő fáklyával égessék ki a levágott fejek tövét. Héraklész lenyeste a lény fejeit, Iolaosz pedig megpörkölte nyakait. Hüdra középső, halhatatlan fejét Héraklész egy hatalmas szikla alá temette a Lerné-tó és Elaiusz-hegy közötti szentelt úton, és megmártotta nyilait ellenfele mérgező epéjében. Legyőzte még Héra óriásrákját is, amit Hüdra segítségére küldött az istennő. Így teljesítette be második próbáját. Ám megbízója, Eurüsztheusz érvénytelennek tekintette azt, mert Iolaosz segített benne. Ezzel nőtt a tíz próba tizeneggyé, mielőtt elérte a végső tizenkettőt.

## Hüdra legyőzése után
Héraklész később Hüdra mérgező epéjébe mártott nyilakkal végzett Nesszosz kentaurral; s végül ez a méreg okozta Héraklész halálát is, mikor magára öltötte a kentaur fertőzött köpenyét.
Ma a „hidraprobléma” vagy a „hidra” kifejezésekkel a többoldalú problémákra utalnak, amelyek látszólag megoldhatatlanok a lépésről lépésre elvvel, vagy arra, aki a megoldás érdekében tett hagyományos kísérlettel csak rosszabbít a helyzeten, például, ha valaki információ titokban tartására törekszik, ám törekvése az információ széles körben való elterjedését eredményezi.

### Eredet
Ha a Nap a Rák jegyében áll, a Hydra csillagkép feje a közelében van. Szintén közel, a Nap alatt helyezkedik el a Rák csillagkép. Mitológusok szerint a lernéi Hüdra és a rák csillagképe azután került az égre, hogy Héraklész végzett velük.
Abban nincs bizonyosság, mint jelképez a kígyófejek kiégetése, de feltehetőleg egy Lernéhez kapcsolódó csatából származik, ahol meggyújtották az ellenséget (valószínűleg az elesetteket), hogy a többieket szétoszlassák. Egy másik vélemény szerint a levágott fejek megkettőződése a halottak számát jelképezi, amelyet a már megholtak által terjesztett fertőzések okoztak. Az égetésre a fertőzések megakadályozása végett volt szükség.
Lernéhez kötődik még egy mítosz, amiben egy szökőkútként jelenik meg, amit Poszeidón alkotott Danaosz lányának emlékére.
A nyíl szó görög megfelelője a toxon, ami nagyon hasonló alakjában a méreg görög változatához (toxis), még szorosabbá téve a kapcsolatot Héraklész nyila és Hüdra mérgezett epéje között.
A nemeai oroszlánra való asszociációk az elbeszélések környezetének hasonlóságából fakadnak, mivel Hüdra egy feltételezhető rendszerben követi az oroszlánt.

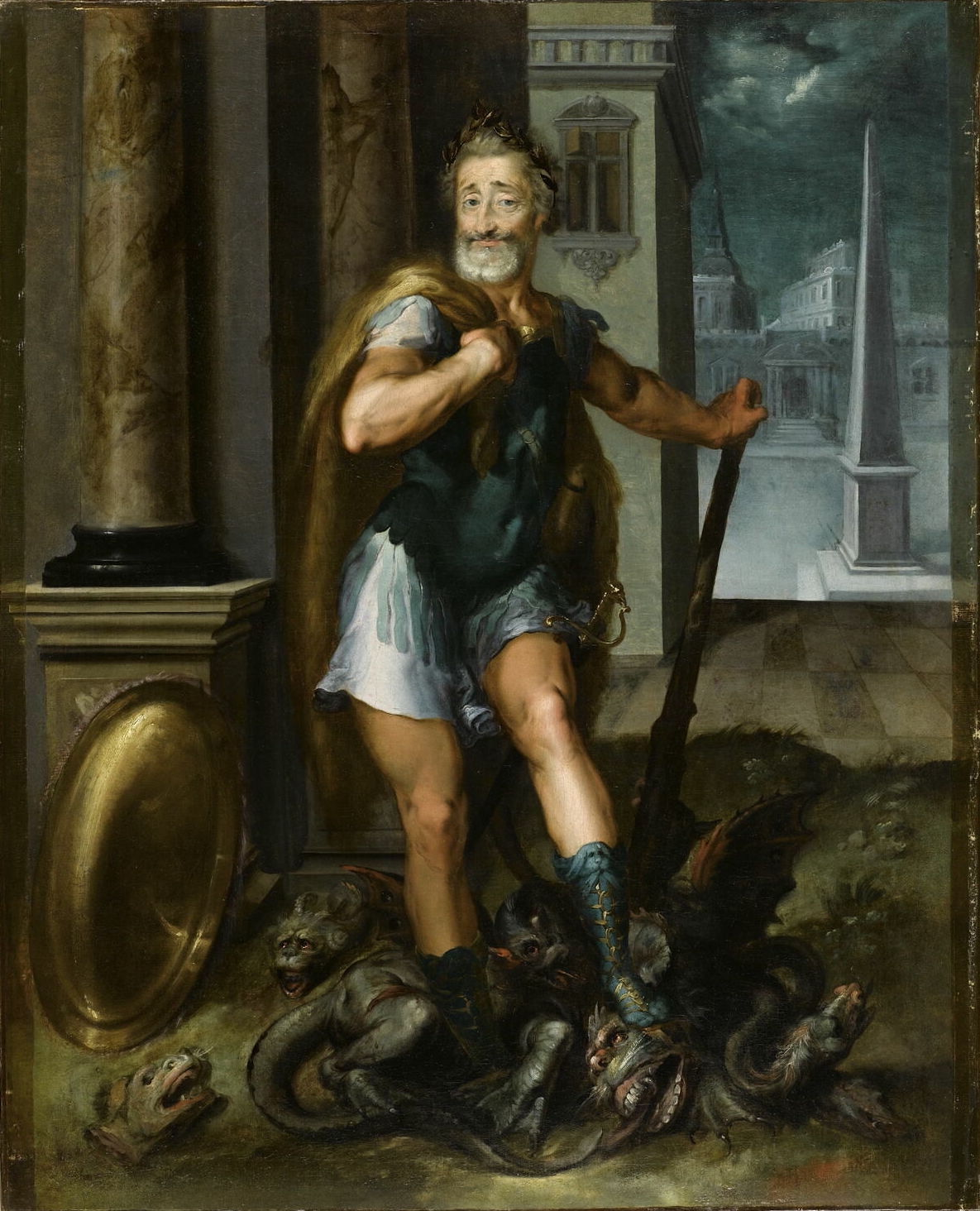
IV. Henrik francia király mint a lernéi Hüdrát legyőző Héraklész (allegorikus festmény 1600-ból (Louvre, Párizs)

Hüdra ábrázolása

## Hüdra-lények akultúrában
Hüdra megjelenik számos szoborban, gyakran Héraklésszel vívott harca közepette. A Louvre-ban több ilyen, a kettejük csatáját megelevenítő művészeti alkotás is található.

### Hüdra a heraldikában
Hüdra a címertanban amfiszbéna- vagy sárkányszerű lény. Hét feje van (de előfordul ötfejű is), ha van lába, csak kettővel ábrázolják.

## Hüdra-lények a popkultúrában

### Videójátékokban
A görög mitológia Hüdrája Lernében lakozik; máshol nem jelent meg ellenfélként. Mindamellett a jelen piac diktálta videójáték-kultúrájában a „hydra” utalhat bármilyen, kígyóhoz hasonló, sokfejű fenyegetésre, amit nem győz le egy egyszerű ütés.
- A Final Fantasy I-ben egy folyóban élő, ötfejű kígyó szerepét tölti be.
- A Palladium Fantasy Role-Playing Game és a Rifts szerepjátékokban Hüdra egyfajta sárkány, habár egy vad és kevésbé intelligens fajta. Hét fejjel rendelkezik, s mindegyik különböző típusú lehelet-fegyver. Minden elvesztett fejét képes regenerálni, de nem duplázza meg őket. Előfordulnak azonban hét- vagy nyolcfejű mutációk is.
- A Kingdom Hearts II-ban főellenségként néz szembe vele a játékos. Hogy legyőzze, fel kell ugrania Hüdra hátára és egy speciális paranccsal jut a megfelelő fegyverhez.
- A God of War PS2-játékban a játékos első feladata Hüdra legyőzése. A választható karakter, Krathos az Égei-tengeren úszó hajón számos feje ellen megküzd. A végső harcban a maradék három fejjel kell szembeszállni, melyek közül a legnagyobb képes meggyógyítani a másik kettőt. Krathos a két kisebbet a fedélzethez tűzi, a főfejet pedig felnyársalja a hajóorral.
- A népszerű stratégiai játékban, az Age of Mythologyban a hidrák mint választható mitikus lény jelennek meg. Itt azonban csak egy feje van és minden második megölt ellenség után növeszt egy új fejet, ezzel megnövelve a támadását.
- A Chrono Crossban két alternatív világ van. Az elsőben a hidrákat levadászták és kihaltak, így már nem népesítik be otthonukat, a Hidrák Mocsarát. A másikban egy hidra marad. A kihalás oka az, hogy vérüket halálos fegyverként használják a harcokban. Mindamellett, hogy főellenség, a Hydra fontos szerepet játszik a játék sztorijában.
- A Spartan: Total Warrior konzoljátékban a spártaiak egy hatalmas hidrával küzdenek meg Trója városának romjai között. A játékos Akhilleusz lándzsájának isteni erejét használhatja a támadó hüdrafej felrobbantására, majd egy tüzes nyilat az elpusztítására. A lény itt is rendelkezik egy főfejjel, amit utoljára kell ártalmatlanítani.
- A Guild Wars online PC-játékban a hidrák rosszindulatú teremtmények, hasonlóak a T-Rexekhez és háromfejűek. Három különböző fajuk van, mindegyik más-más régióban (Ascalon, Crystal Desert és a Ring of Fire Island Chain).
- A Warcraft III: The Frozen Throne-ban az ősi Hüdra háromfejű, mérget köpő, a 10-es szinten lévő ellenség a Sunken Ruin típusú területen. Megölve két hidrává osztódik, melyek kisebbek az eredetinél.
- A Titan Quest játékban a "legendary" nehézségi fokozaton szintén főellenségként kell megküzdenünk eggyel.
- A Quest for Glory V: Dragon Fire számítógépes játékban egy halhatatlan Hüdra egyike azoknak a szörnyeknek, melyekkel a hősnek szembe kell néznie a "Rites of Passage" során. A hős dolgozhat együtt egy társsal, Elsa Von Spielburggal, vagy magának kell megoldania mind a fejlemetszést és a nyakégetést.
- Hüdra megjelenik a Heroes of Might and Magic sorozatban, gyakorta mint egy legvégső, nagyerejű lény. Sokszor nagyon rugalmas és képes három vagy akár az összes szomszédos lény megtámadására, sokfejűségének köszönhetően. Rendelkezik egy speciális képességgel – 'Nincs megtorlás', ami azt jelenti, az ellensége nem képes válaszreakcióra a Hüdra támadásaival szemben. Ezt azzal magyarázzák a készítők, hogy a Hüdra olyan rémisztő, hogy senki sem merne megkockáztatni egy támadást egymagában.
- Hüdra megjelenik a "Tomb Raider – Legend"-ben is, melyet kiadtak PC, Xbox és Playstation platformokra.

### AWalt Disney PicturesHerkulesében
Hüdra nagyobb szerepben jelenik meg a Disney 1997-es animációs filmjében, a Herkulesben. A filmben a Hüdra egy hatalmas sárkányszerű szörny, aki Herkules első hősi megmérettetéseként szolgál. Kezdetben egy feje van, de mikor Herkules megfosztja tőle, kettőt növeszt helyére. Ez így megy egy ideig, mígnem megszámlálhatatlanul sok feje nő. Herkules végül úgy győzi le, hogy ráomlaszt egy sziklafalat. A fenevad feltűnik a rajzfilm sorozatverziójában is.

### Zenében
- Tenacious D "Wonderboy"-ában Jack Black a következőt mondja: "Ott van a Hüdra. Vedd elő pallosod. Vágd el a torkát. Ragadd meg a tökét."
- A T. Rex "Bang a Gong (Get it On)" című száma tartalmaz egy "Rád feni fogait a hüdra" -sort. Ez utalás egy nőre, akivel az énekes szexuális viszonyt folytat.
- Marilyn Manson dalában, az "Antichrist Superstar"-ban Manson azt énekli: "Levágva a fej, nehezen nő vissza. Én vagyok a hüdra, most meglátod a csillagod". A hidrára való utalás szoros kapcsolatot mutat az antikrisztussal és a Jelenések könyvével.
- 2014-ben jelent meg a Within Temptation zenekar Hydra című lemeze, mely szintén erre a lényre utal.

### További előfordulások
- A Marvel Comics terroristaszervezete, a HYDRA a mitikus szörny után kapta nevét abból az okból kifolyólag, hogy egy halott ügynökük helyére kettő új lép.
- Noha sosem nevezik pontosan így, Hüdra szintén megjelenik időnként a Konami Castlevania játékában, gyakran a teste nélkül mutatva.
- A Mighty Max című tévésorozatban egy nagyban különböző interpretáció tűnik fel. A Hüdra a világ földrajzi értelemben vett középpontjában áll; egy óriás két fejjel, egyik a jót testesíti meg, a másik a gonoszt. Mikor a Skullmaster nevű szereplő a jó oldalát sötétté formálja, elkezdődik a világvége.
- A DC Comics is felhasználta Hüdrát a Challenge of the Gods sztorivonalhoz, a Wonder Woman csatájához.
- A The Big O című animesorozatban Roger Smith megküzd egy óriási, sokfejű kígyószörnnyel a Hydra című epizódban.
- Az 1995 és 1999 között futó, Herkules című amerikai tévésorozat egyik epizódjában is megküzd a Hidrával Herkules és Iolausz.
- A Bakugan című tévésorozatban találkozhatunk a háromfejű hydranoid nevezetű Hüdra-kinézetű bakugannal.
- A Warhammer 40 000 univerzumban Hüdra az Alpha Legion jelképe, arra utalva, hogy a légió egész természete olyan, hogy a katonák önállóan is képesek harcolni, még akkor is, ha megfosztották őket a vezetőtől.
- Ian Watson Warhammer 40 000 témájú regényeiben egy titkos szervezet neve az Ordo Hydra, ami valószínűleg minden ember elméjét egy elme (valószínűleg a Császár) elméjének uralma alá akarta vonni.
- A Warhammer Fantasy Battles világában a hidrákat a Dark Elf nép használja, mint idomított harci szörnyeteget.
- A 2010-es "Villámtolvaj – Percy Jackson és az olimposziak" című filmben egy múzeumban le kell győzniük Hüdrát